# غروسبرايتنباخ
غرسبرايتنباخ (بالألمانية: Großbreitenbach) هي بلدة ألمانية تقع في ألمانيا في Ilm-Kreis.[بحاجة لمصدر]  يقدر عدد سكانها بـ 2,786 نسمة .

## المدن التوأمة
مدينة Breitenbach هي مدينة توأمة لـغرسبرايتنباخ.